# Discografia de Chungha
A discografia de Chungha é composta por tres extended plays, quatro singles, tres colaborações, e três trilhas sonoras. Ela estreou como membro do grupo projeto I.O.I em 2016 até a sua dissolução em 2017 e, em seguida, fez sua estréia solo no mesmo ano com o EP Hands of Me.

## Álbuns de estúdio
| Título    | Detalhes | Melhor posição | Melhor posição | Vendas |
| Título    | Detalhes | Kor            | US World       | Vendas |
| --------- | --- | -------------- | -------------- | ------ |
| Querencia | - Lançamento: 15 de fevereiro de 2021 - Gravadoras: MNH Entertainment, 88rising - Formatos: CD, download digital, streaming |                |                |        |

## Extended plays
| Título        | Detalhes | Melhor posição | Melhor posição | Vendas         |
| Título        | Detalhes | KOR            | US World       | Vendas         |
| ------------- | --- | -------------- | -------------- | -------------- |
| Hands on Me   | - Lançamento: 7 de junho de 2017 - Gravadoras: MNH Entertainment, CJ E&M Music - Formatos: CD, download digital                                                                                                 | 8              | —              | - KOR: 11,679+ |
| Offset        | - Lançamento: 17 de janeiro de 2018 - Gravadoras: MNH Entertainment, CJ E&M Music - Formatos: CD, download digital Lista de faixas 1. Offset 2. Roller Coaster 3. Do It 4. Bad Boy 5. Remind of You (너의 온도) | 3              | 13             | - KOR: 13,751+ |
| Blooming Blue | - Lançamento: 18 de julho de 2018 - Gravadoras: MNH Entertainment, Stone Music Entertainment - Formatos: CD, download digital Lista de faixas 1. BB 2. Love U 3. Cherry Kisses 4. Drive 5. From Now On          | 9              | —              | - KOR: 9,992+  |
| Flourishing   | - Released: June 24, 2019 - Label: MNH Entertainment - Formats: CD, digital download Lista de faixas 1. Chica 2. Young in Love (우리가 즐거워) 3. Call It Love 4. Flourishing 5. Snapping                       | 6              | 7              | - KOR: 23,308  |

## Single Albums
| Title       | Details                                                                                | Melhor Posição | Sales         |
| Title       | Details                                                                                | KOR            | Sales         |
| ----------- | -------------------------------------------------------------------------------------- | -------------- | ------------- |
| XII         | - Released: January 2, 2019 - Label: MNH Entertainment - Formats: CD, digital download | 4              | - KOR: 10,000 |
| Maxi Single | - Released: July 10, 2020 - Label: MNH Entertainment - Formats: CD, digital download   | 7              | - KOR: 12,613 |

## Singles

### Como artista principal
| Título                                                                                   | Ano  | Melhor posição | Melhor posição | Melhor posição | Melhor posição | Melhor posição |                              |                |                  |
| Título                                                                                   | Ano  | KOR            | KOR            | NZ HOT 1       | RIAS           | Us             | Vendas                       | Certificado    | Album            |
| Título                                                                                   | Ano  | GAON           | KOR Hot 100    | NZ HOT 1       | RIAS           | WDSS           | Vendas                       | Certificado    | Album            |
| ---------------------------------------------------------------------------------------- | ---- | -------------- | -------------- | -------------- | -------------- | -------------- | ---------------------------- | -------------- | ---------------- |
| "Week" (월화수목금토일)                                                                  | 2017 |                | —              | —              | —              | —              | - KOR: 28,492+               |                | Hands on Me      |
| "Why Don't You Know" (featuring Nucksal)                                                 | 2017 | 13             | 7              | —              | —              | —              | - KOR: 911,145+              |                | Hands on Me      |
| "Roller Coaster"                                                                         | 2018 | 6              | 6              | —              | —              | 19             | KOR: 2,500,000               | KMCA: Platinum | Offset           |
| "Love U"                                                                                 | 2018 | 8              | 8              | —              | —              | —              |                              |                | Blooming Blue    |
| "Gotta Go"                                                                               | 2019 | 2              | 1              | 23             | 25             | 6              | - KOR: 2,500,000 - US: 2.000 | KMCA: Platinum | Single sem álbum |
| "Snapping"                                                                               | 2019 | 2              | 3              | —              | 21             | 9              | -                            | -              | Flourishing      |
| "Everybody Has" (솔직히 지친다)                                                          | 2020 | 31             | 38             | —              | —              | —              | -                            | -              | Single sem álbum |
| "Stay Tonight"                                                                           | 2020 | 9              | 12             | —              | 30             | 4              | -                            | -              | Querencia        |
| "My Friend" (여기 적어줘) (featuring pH-1)                                               | 2020 | —              | —              | —              | —              | —              | -                            | -              | Single sem álbum |
| "Play" (featuring Changmo)                                                               | 2020 | 14             | 9              | —              | —              | 17             | -                            | -              | Querencia        |
| "Dream of You" (with R3hab)                                                              | 2020 | —              | —              | —              | —              | —              | -                            | -              | Querencia        |
| "X" (걸어온 길에 꽃밭 따윈 없었죠)                                                       | 2021 | —              | —              | —              | —              | —              | -                            | -              | Querencia        |
| "Bycicle"                                                                                | 2021 |                |                |                |                |                | -                            | -              | Querencia        |
| "—" indica lançamentos que não figuraram nas paradas ou não foram lançados nessa região. |      |                |                |                |                |                |                              |                |                  |

### Colaborações
| Título | Ano  | Melhor posição | Melhor posição | Vendas             | Album                |
| Título | Ano  | KOR            | KOR 100        | Vendas             | Album                |
| --- | ---- | -------------- | -------------- | ------------------ | -------------------- |
| "Flower, Wind and You" (꽃, 바람 그리고 너) (com Ki Hui-hyeon de DIA Choi Yoo-jung de Weki Meki e Jeon So-mi) | 2016 | 42             | -              | - KOR: 38,862+     | Lançamento sem álbum |
| "Rainy Day" (휘성x태일x청하)                                                                                  | 2018 | —              | -              | The Call Episode 3 |                      |
| "Wow Thing" (com Jeon So-yeon de (G)I-DLE, Seulgi de Red Velvet e SinB de GFriend)                            | 2018 | ASA            | ASA            | Station X 0        |                      |
| "—" indica lançamentos que não figuraram nas paradas ou não foram lançados nessa região.                      |      |                |                |                    |                      |

### Como artista convidada
| Título                                                                                   | Ano  | Melhor posição | Melhor posição | Vendas         | Album                         |
| Título                                                                                   | Ano  | KOR            | KOR Hot 100    | Vendas         | Album                         |
| ---------------------------------------------------------------------------------------- | ---- | -------------- | -------------- | -------------- | ----------------------------- |
| "There Is No Time" (Ki Hui-hyeon de DIA feat. Chung-ha)                                  | 2017 | —              | —              | —              | YOLO                          |
| "With U" (Samuel Kim feat. Chung-ha)                                                     | 2017 | —              | —              | —              | Sixteen                       |
| "Gather at the Lobby" (로비로 모여) (Hanhae feat. Dynamic Duo, Chungha e Muzie)          | 2017 | 25             | —              | - KOR: 99,148+ | Show Me The Money 6 Episode 2 |
| "LaLaLa" (Babylon feat. Chungha)                                                         | 2017 | —              | —              | —              | La Vida Loca (Single digital) |
| "My Paradise" (GroovyRoom feat. 청하,VINXEN)                                             | 2018 | 36             | 46             | —              | Lançamento sem álbum          |
| "—" indica lançamentos que não figuraram nas paradas ou não foram lançados nessa região. |      |                |                |                |                               |

## Trilhas sonoras
| Título                                                                                   | Ano  | Melhor posição | Vendas | Album                            |
| Título                                                                                   | Ano  | KOR            | Vendas | Album                            |
| ---------------------------------------------------------------------------------------- | ---- | -------------- | ------ | -------------------------------- |
| "Snow in This Year" (com Heo Jung-eun e Ooon de HALO)                                    | 2016 | —              | —      | My Fair Lady OST Part 6          |
| "Pit-a-Pat" (두근두근)                                                                   | 2017 | —              | —      | Strong Girl Bong-soon OST Part 4 |
| "How About You" (어떤가요 그댄)                                                          | 2018 | —              | —      | Luv Pub OST Part 3               |
| "—" indica lançamentos que não figuraram nas paradas ou não foram lançados nessa região. |      |                |        |                                  |